# 邦雷波索
邦雷波索是巴西米纳斯吉拉斯州的一个市镇。总面积229.785平方公里，总人口10482人，人口密度45.6人/平方公里。